# Olympique Club d'Alger (basket-ball)
Dernière mise à jour : 1er avril 2014.
Olympique Club d'Alger (section Basket-ball), est l'une des nombreuses sections du Olympique Club d'Alger, club omnisports basé à Alger.

## Histoire
L'OC Alger est fondé en 1970 sous le nom du CS DNC Alger (Club Sportif de la Distribution Nouvelle pour Construction d'Alger), il est devenu par la suite l'IRB Alger (Ittihad Riadhi el-Binaa d'Alger) quand l'ECTA (Entreprise de Construction et Travaux d'Alger) a pris la section du club en sponsor. 
En 1996 le club a pris le nom actuel OC Alger.

## Palmarès hommes;
- 4 titres de Champion d'Algérie de basket-ball en 1976, 1988, 1995, 1996
- 2 fois vainqueur de la Coupe d'Algérie de basket-ball en 1974, 1988 .
- palmarès international :
- coupe arabe des clubs champions de basket ball   :
  - champion (1) :   1989  en  Egypte